# 예산 일산 이수정
예산 일산 이수정(禮山 一山 二水停)은 대한민국 충청남도 예산군 신양면 서계양리에 있는 조선시대의 건축물이다. 2002년 8월 10일 충청남도의 문화재자료 제382호로 지정되었다.

## 개요
예산 대술에서 흘러오는 달천과 청양에서 흘러오는 죽천천이 만나 예당저수지로 흘러들어가는 지점에 작은 동산이 있는데, 이 동산 위에 정자가 동남향하여 서 있다.
이 정자는 정면 3칸·측면 2칸의 비교적 규모가 큰 ‘一’자형 정자건물이다. 추사 김정희(1786∼1856) 선생이 지형지세를 따라 ‘일산 이수정’이라는 정자 이름을 지어 편액하였다.
이 건물은 조선 헌종 15년(1849)에 신양의 명사였던 이철수(李喆洙, 1824∼1896) 옹에 의해 건립된 예산지역을 대표하는 정자 건물로 전한다.
강학(講學)을 위해 건립된 것으로 전해지고 있으며, 1920년 경에는 국문강습소를 개설하였고 1923년에는 현 신양초등학교의 전신인 신양공립보통학교가 개교시에는 창립 교사(校舍)로 활용되었다.
일산 이수정은 특별한 풍광을 이용하여 건립한 예산지역의 대표적인 정자 건물로서, 추사 김정희 선생의 친필 현판을 소장하고 있으며, 근대초기 공교육의 장으로 활용되어 예산지역 교육사에 중요한 의미를 담고 있다.

## 참고 자료
- 예산 일산 이수정 - 국가유산청 국가유산포털